# Битка при Фредериксбърг
Битката при Фредериксбърг се води на 11–15 декември 1862 г. в и около Фредериксбърг, Вирджиния, между Конфедеративната армия на Северна Вирджиния на ген. Робърт Лий и Съюзната армия на Потомак, командвана от генерал-майор Амброуз Бърнсайд. Безполезните фронтови атаки на Армията на Съюза на 13 декември срещу окопаните защитници от Конфедерацията на възвишенията зад града се помнят като една от най-едностранните битки на Американската гражданска война при жертви на Съюза повече от два пъти по-тежки от тези, получени от Конфедерацията.

## Ход на военните действия
Планът на Бърнсайд е да прекоси река Рапаханок при Фредериксбърг в средата на ноември и да достигне конфедеративната столица Ричмънд преди армията на Лий да може да го спре. Бюрократични отлагания попречват на Бърнсайд да получи необходимите понтонни мостове навреме и Лий придвижва армията си, за да блокира пресечните точки. Когато Армията на Съюза най-сетне успява да построи мостовете си и да пресече под обстрел, последват боеве в града на 11 – 12 декември. Съюзните войски се подготвят да нападнат отбранителните позиции на Конфедерацията на юг от града и на силно укрепен рид точно на запад от града, известен като Мерис Хайтс.
На 13 декември „голямата дивизия" на ген.м. Уилям Франклин успява да пробие отбранителната линия на конфедеративния ген. л-т Стоунуол Джаксън на юг, но в крайна сметка е отблъсната. Бърнсайд заповядва на големите дивизии на ген.м. Едуин Съмнър и ген.м. Джоузеф Хукър да направят многобройни фронтови нападения срещу позицията на Джеймс Лонгстрийт на Мерис Хайтс, всичките от които са отблъснати с тежки загуби. На 15 декември Бърнсайд изтегля армията си, приключвайки друга провалена кампания на Съюза на Източния боен театър.